# Herbert-Gletscher
Der Herbert-Gletscher ist ein 12 km langer Gletscher im Panhandle von Alaska (USA). Er befindet sich 29 km nordnordwestlich von Juneau, der Hauptstadt Alaskas. 
Der im Tongass National Forest in den Boundary Ranges gelegene Talgletscher bildet einen Auslassgletscher des Juneau Icefield. Der im Mittel 1,4 km breite Gletscher strömt in überwiegend südwestlicher Richtung und endet auf etwa 180 m. Unterhalb der Gletscherzunge befindet sich ein Gletscherrandsee, der über Herbert River und Eagle River zum Favorite Channel hin entwässert wird. Nördlich vom Herbert-Gletscher befindet sich der Eagle-Gletscher, südlich der Mendenhall-Gletscher.

## Namensgebung
Der Gletscher wurde nach dem US-amerikanischen Politiker Hilary Abner Herbert (1834–1919) benannt.